# Lacri-ma
Lacri-ma è un singolo del cantautore italiano Gazzelle, pubblicato il 10 novembre 2020 come secondo estratto dal terzo album in studio OK.

## Antefatti
Il singolo è stato annunciato poche ore prima della pubblicazione tramite un post su Instagram.

## Tracce
1. Lacri-ma – 3:14

## Classifiche
| Classifica (2020) | Posizione massima |
| ----------------- | ----------------- |
| Italia            | 21                |